# Achrioptera fallax
Achrioptera fallax — вид примарових комах родини Phasmatidae. Ендемік Мадагаскару.

## Опис
Вид демонструє помітний статевий диморфізм у дорослих особин, причому самець яскраво забарвлений і менший за розміром, а самиця більша і менш яскраво забарвлена. Обидві статі нездатні до польоту і мають невеликі зменшені крила.
Дорослий самець довжиною близько 13 см має дуже яскравий електрично-блакитний колір із зеленкуватим відтінком, з темно-червоними вусиками і вогненно-червоними крилами; на середньогрудних і задньогрудних ніжках також помаранчеві шипуваті здуття. Електрично-сині шипи також присутні по всій грудях. Самиця досягає 20 см і має набагато тьмяніше забарвлення: переважно світло-коричневе, має два вусики, дуже схожі на вусики самця (темно-червоні), колючки по всій грудях та на всіх ногах, яскраво-червоні крила; деякі ділянки, переважно на суглобах кінцівок, синіють.
Німфи мають довжину близько 2 см, темно-коричневого кольору та дуже короткі вусики. Яйця мають довжину близько 5 мм, овальні та звужені, світло-коричневого кольору.

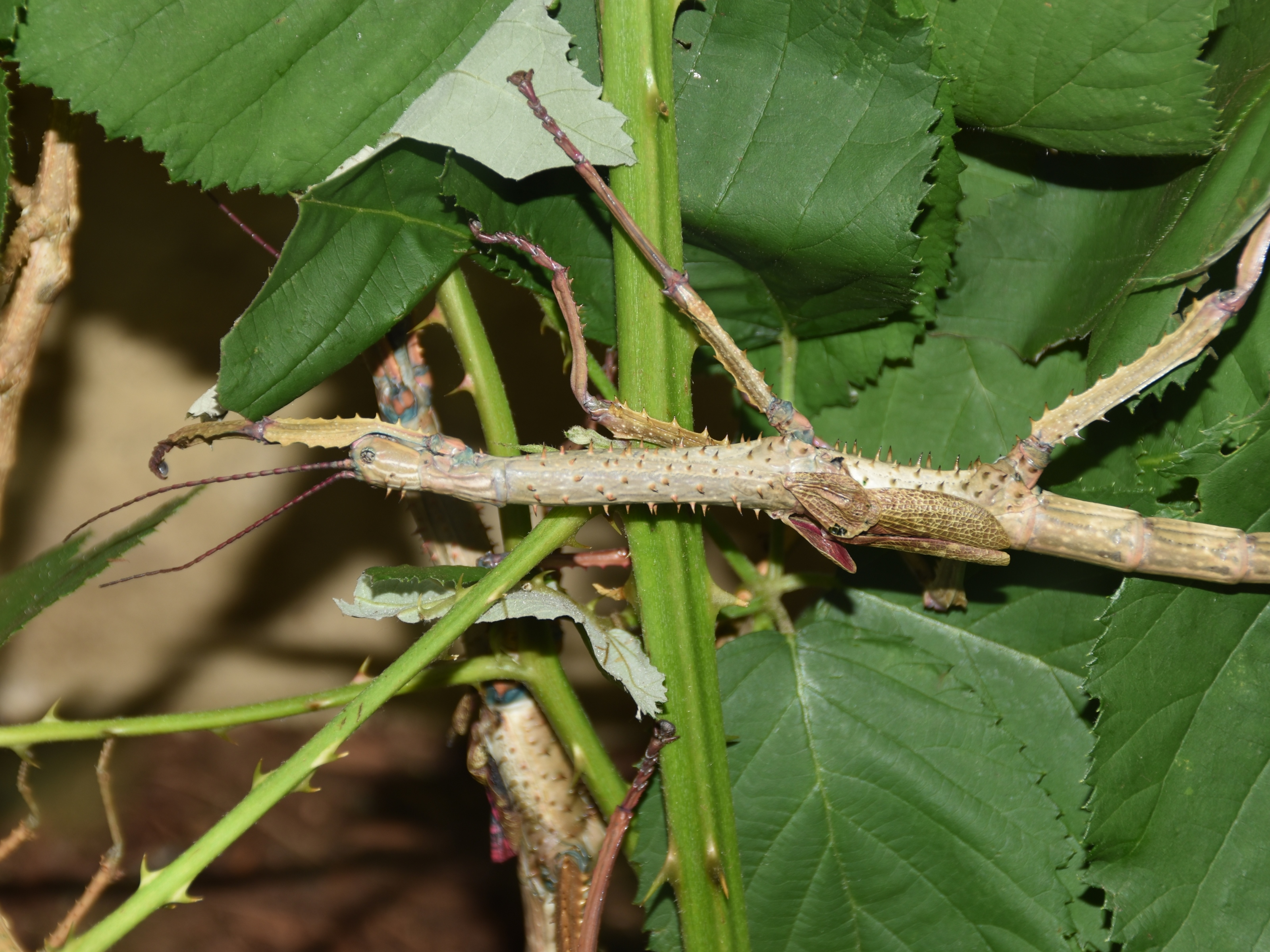
Самиця
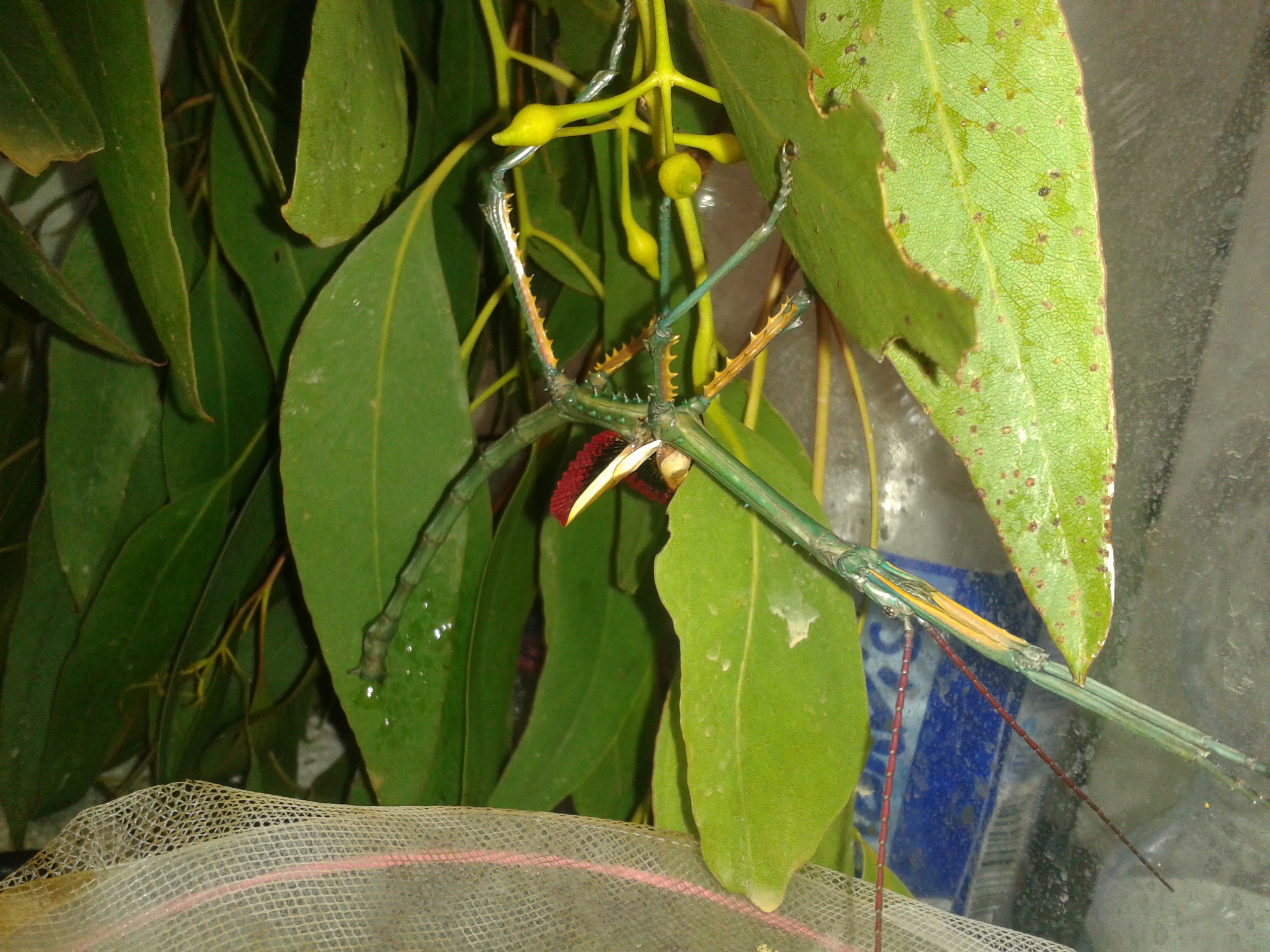
Самець
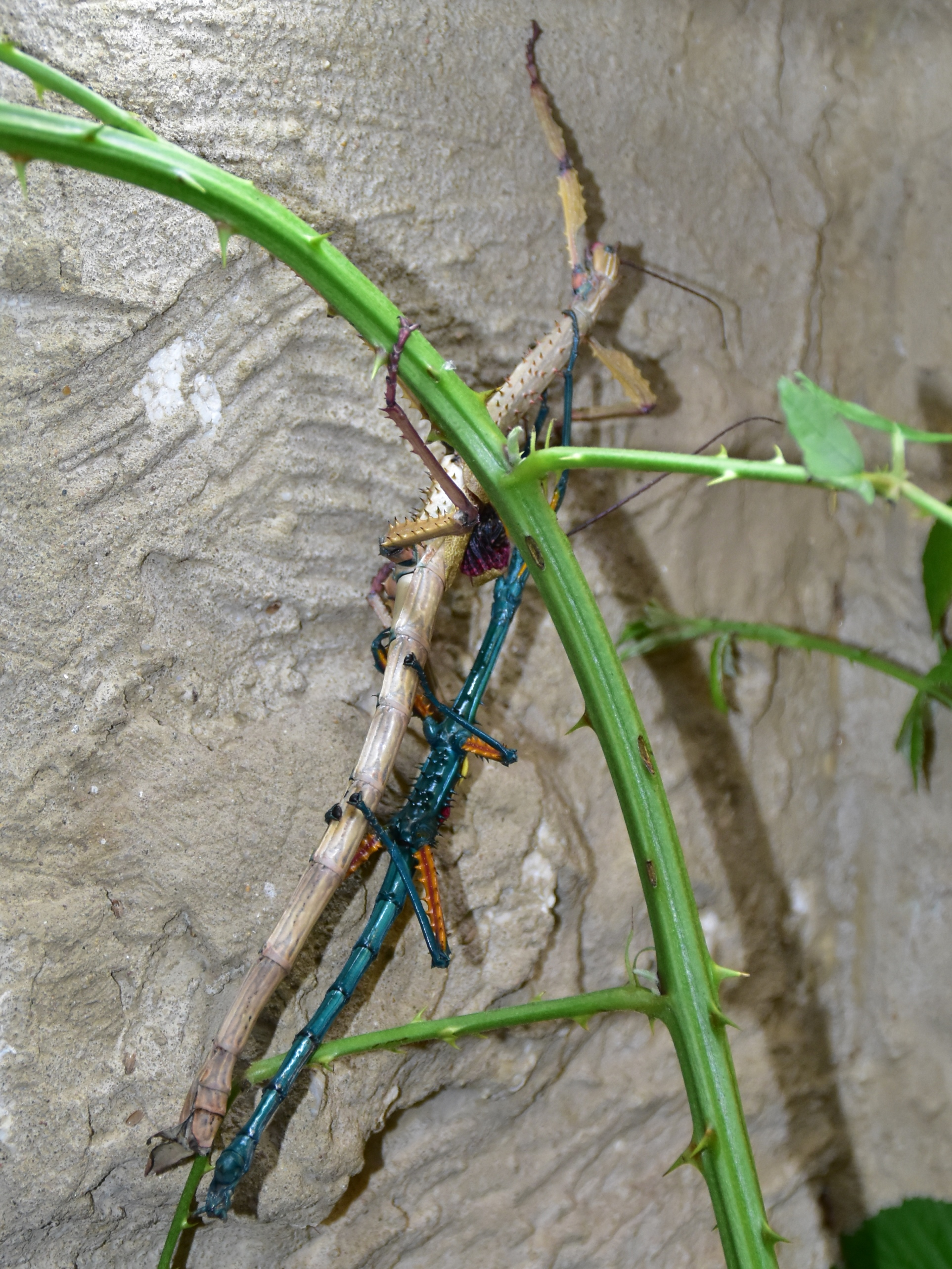
Самиця і самець: коітус
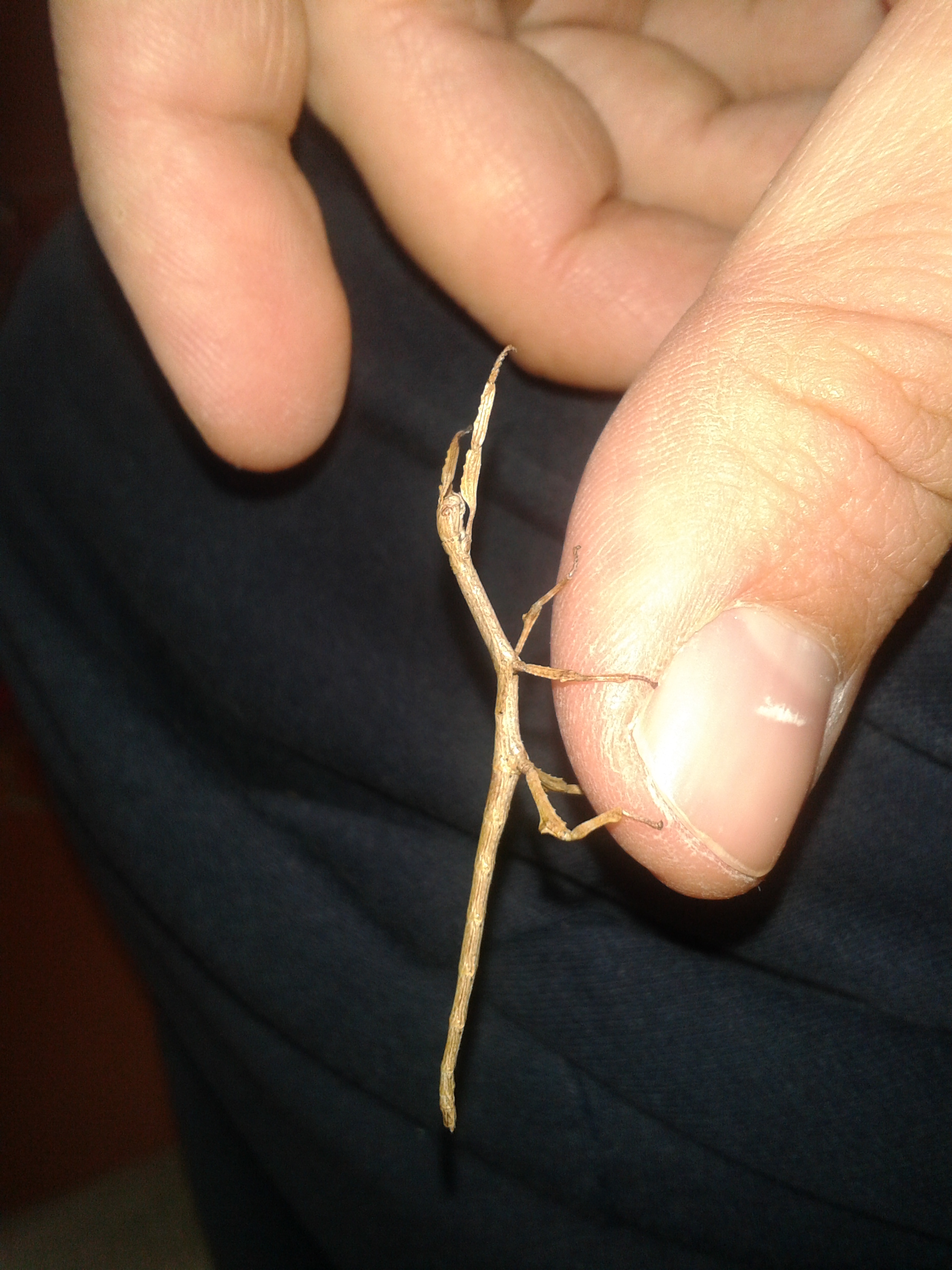
Німфа
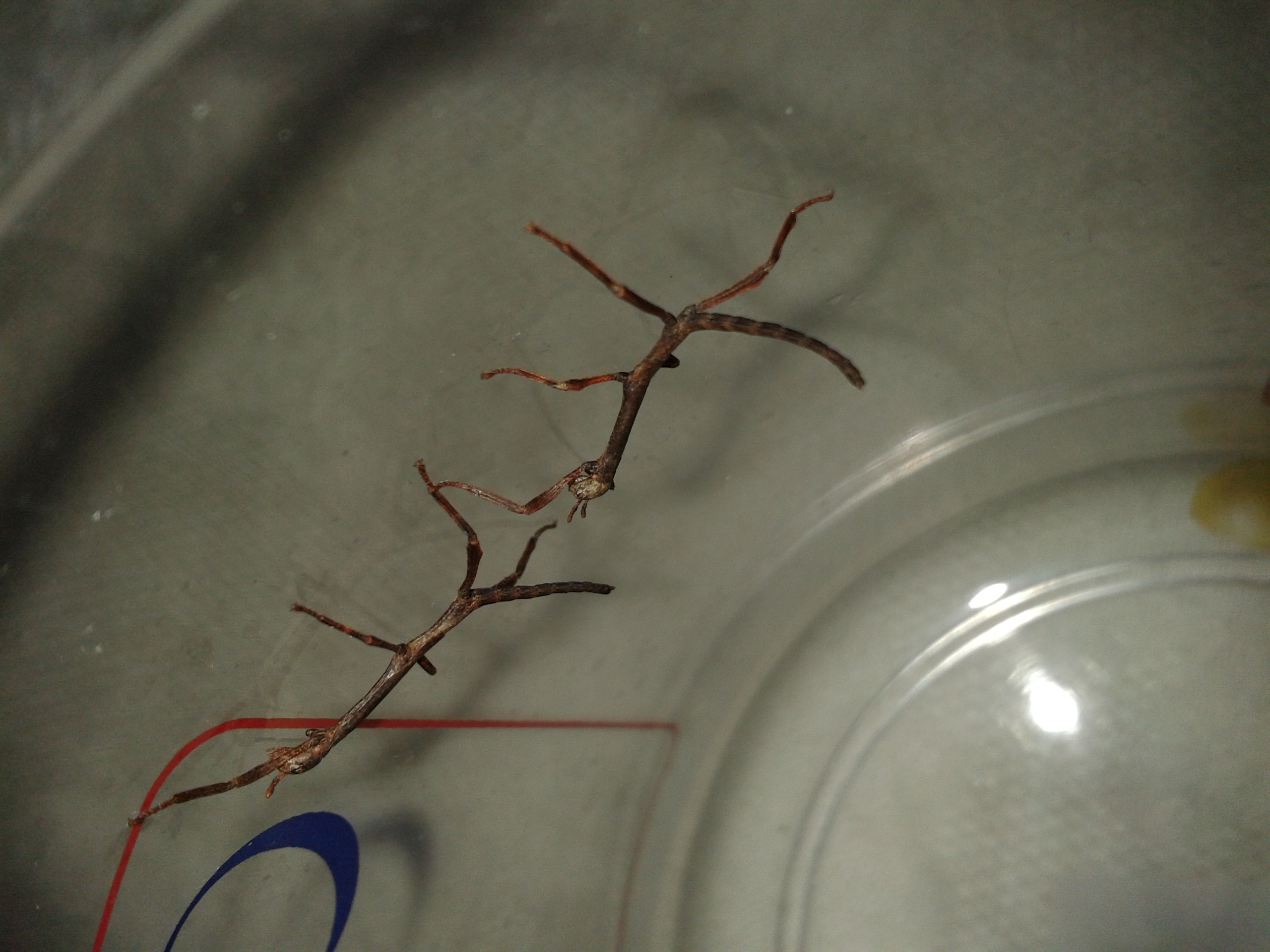
Дві німфи

## Екологія
Самка відкладає яйця в ґрунт. Інкубація триває протягом шести-дев’яти місяців. Німфи стають дорослими протягом 4-6 місяців (спочатку самці, потім самиці). Через кілька тижнів дорослі особини починають спаровуватися; самиця відкладає яйця, підкидаючи їх рухом черевця. Дорослі особини у неволі живуть ще приблизно 6-8 місяців. Тривалість життя в дикій природі невідома.
Самець після останньої линьки не відразу отримує яскраві кольори, які його відрізняють, а залишається оливкового кольору; потім він розвиває всі свої інтенсивні кольори через пару тижнів.
Харчується листям евкаліпта, дуба, ожини, малини.